# Cava a fossa
La cava a fossa è una tipologia di cava a cielo aperto tipica dei bassopiani e delle zone di fondovalle, dove l'estrazione mineraria è effettuata lungo superfici gradonate che si estendono verso il basso fino al di sotto del piano campagna.